# Flagstaff Glacier
Flagstaff Glacier är en glaciär i Antarktis. Den ligger i Sydshetlandsöarna. Argentina, Chile och Storbritannien gör anspråk på området. Flagstaff Glacier ligger 1 meter över havet.
Terrängen runt Flagstaff Glacier är kuperad. Havet är nära Flagstaff Glacier åt sydväst. Trakten är glest befolkad. Närmaste befolkade plats är Commandante Ferraz Station, 0,86 kilometer sydost om Flagstaff Glacier. 